# Mala Vrbnica (gmina Brus)
Mala Vrbnica (cyr. Мала Врбница) – wieś w Serbii, w okręgu rasińskim, w gminie Brus. W 2011 roku liczyła 187 mieszkańców.